# Gernlinden
Gernlinden ist ein Gemeindeteil von Maisach im oberbayerischen Landkreis Fürstenfeldbruck.

## Lage
Das Pfarrdorf liegt circa eineinhalb Kilometer östlich von Maisach.

## Geschichte
Gernlinden wurde 1322 erstmals genannt. Zwischen 1695 und 1919 ist immer nur vom Gut Gernlinden die Rede.
Nach der Landübergabe durch Graf Toerring im Jahr 1919 entstand mit Hilfe der Landessiedlungsgesellschaft der Ort Gernlinden.

## Infrastruktur
Gernlinden besitzt einen Haltepunkt an der S-Bahnlinie S 3 Mammendorf – Pasing – Hauptbahnhof – Ostbahnhof – Holzkirchen.
| Linie | Linienverlauf |
| ----- | --- |
| S3    | Mammendorf – Malching – Maisach – Gernlinden – Esting – Olching – Gröbenzell – Lochhausen – Langwied – Pasing – Laim – Hirschgarten – Donnersbergerbrücke – Hackerbrücke – Hauptbahnhof – Karlsplatz (Stachus) – Marienplatz – Isartor – Rosenheimer Platz – Ostbahnhof – St.-Martin-Straße – Giesing – Fasangarten – Fasanenpark – Unterhaching – Taufkirchen – Furth – Deisenhofen – Sauerlach – Otterfing – Holzkirchen |

### ÖPNV
Gernlinden wird durch eine Regionalbuslinie des MVV erschlossen.
| Linie | Linienverlauf          | Verkehrsunternehmen |
| ----- | ---------------------- | ------------------- |
| 875   | Ortsverkehr Gernlinden | Waibel Bus          |